# Insurrection (novel·la d'O'Flaherty)
Insurrection és una novel·la de l'autor irlandès Liam O'Flaherty, publicada el 1950. L'argument se situa durant l'alçament de Pasqua a Dublín del 1916. Fou la darrera novel·la d'O’Flaherty.

## Argument
La novel·la segueix les peripècies d'un grup divers de personatges que es veuen envoltats pels fets de l'alçament de Pasqua de 1916 a Dublín. El grup és enviat a defensar el carrer principal de la capital irlandesa que es dirigeix cap a Dún Laoghaire (el port principal de Dublín), a l'espera de la possible arribada de reforços britànics. La novel·la explora les diverses motivacions de cada un dels homes, les pors i les esperances davant la batalla i la violència que els envolta. Els principals personatges són l'illetrat i maldestre Bartly Madden; Kinsella, el comandant disciplinat d'un petit grup d'insurgents; Stapleton, anarquista i pretès poeta; i Tommy Colgan, un jove consumit per la por i els dubtes.

## Crítica
Insurrection, en general, va rebre crítiques positives, tot i que va ser negativament comparada amb algunes de les altres obres d'O'Flaherty's, com ara The Informer i Famine. Kirkus Reviews la va descriure com "un estudi penetrant i vigorós de la revolta organitzada, al costat dels quals els revolucionaris de Hemingway són unes patates fredes." Escrivint a la revista Saturday Review, una revista literària estatunidenca, Thomas Sugrue va dir que "com la revolta en si mateix, el llibre és breu, agut, ardent en l'acció, i tocat per un idealisme radiant que suavitza la realitat lletja amb la que interactua, tot i que al mateix temps il·lumina el més fosc dels seus detalls. Pot molt ben ser el millor que O’Flaherty ha realitzat." La publicació literària mensual irlandesa The Bell (1940–54) va ser més reservada: el seu crític (anònim) en va dir que "potser només els lectors que desconeguin l'alçament de Pasqua podran extreure el millor valor d'Insurrection. Però fins i tot aquests lectors podran extreure com una simple rutina aquells passatges en què el senyor O’Flaherty intenta trobar el sentit filosòfic d'uns actes desesperats de violència traient uns esdeveniments particulars del pla en el qual s'han viscut, almenys cap a un pla on hi ha els núvols de colors de l'abstracte?" John Hildebidle, a Five Irish Writers, escrigué en el mateix sentit: "En un intent de convertir la ficció en grans quantitats d'història de la teoria revolucionària, O'Flaherty crea uns personatges sense cap de l'energia persuassiva i amb substància de les seves primeres novel·les". La revista literària digital Goodreads donà a Insurrection una puntuació de 3.67 sobre 5.